# Црква Светог Кирила (Кијев)
Црква Светог Кирила  је шестстубна, крстокуполна црква у   главном граду Украјине Кијеву. Овај средњовековни хришћански храм спада међу најстарије сачуване цркаве (настале у 12. веку) у истоименом комплексу који датира из времена Кијевске Русије и черниговске династије староруских кнезова Олховича, када је само кнез могао основати манастир или цркву, и/или у изузетним случајевима - супруга покојног кнеза.

## Положај
Манастир Светог Кирила се налази северозападно од историјског центра древног Кијева, у крају који хроничари називају „Дорохожичи“ (данас је то област између улица Кириловске , Јелене Телихе и Подолског спуска ).

## Посвећење
О посвети Кирилске цркве постоје различите верзије. По једној черниговски кнез Всеволод II Кијевски се пре смрти замонашио под именом Кирил. Постоји мишљење да је Всеволод при рођењу крштен именом Кирил, јер је осим оне у Кијеву постојала само једна црква са истом посветом - код Новгорода . Међутим, нова црква је освећена у част Светог Кирила Александријског, а око ње је почела да се формира архитектонска целина коју чини неколико манастирских објеката: трпезарија , братске ћелије и игуманова келија. Територија манастира била је опасана дрвеним зидинама тврђаве .

## Историја

### Предуслови
Године 1139 , после смрти кијевског кнеза Јарополка , током међусобне борбе, черниговски кнез Всеволод II Кијевски је на јуриш заузео Кијев и кијевску трпезу, а у предграђу Дорохожичи 1140. године основао  Кирилски манастир који је који је посветио Кирилу Александријском. Манастир је требало да буде подршка династија Олхович, па је за представнике династије Олхович, храм је био сеоска резиденција и породична гробница.
После  смрти Всеволода II Кијевског 1150. године, његова супруга Марија Мстиславивна подигла је Кирилску цркву у манастиру у знак сећања на свог мужа. Црква, која је до данас релативно добро очувана, изузетан је архитектонски споменик периода феудалне фрагментације Кијевске Русије.

### Изградња цркве
Црква  светих Кирила и Атанасија подигнута је на периферији града - у селу Дорохожичи , поред којег се налазила раскрсница бројних путева, одакле је, између осталог, почињао и пут за Чернихив преко прелаза Почајна.
Била је то главна црква Кирилловског манастира, очигледно дизајнирана да постане породична гробница Олховича  - баш као што је приградски манастир Видубицки служио као гроб Мономашића, а Михаиловски Златокупни манастир служио је као гробница Изјаславићевих. 
Овде је 1179. године сахрањена жена Всеволода Олговича, Марија Мстиславовна, ћерка Мстислава Великог, а 1194. године и кијевски кнез  , јунак " Сповести о походу Игоровом".

### Црква у периоду од 13. до 17. века
Током татарско-монголске инвазије 1240. године  Кирилски манастир је опљачкан, а његова утврђења су уништена. 
Све до почетка 16. века. нема сачуваних података о њему. Тек 1530. године састављен је акт о разграничењу земљишних поседа овог манастира. 
У децембру 1595. представници вишег православног свештенства — епископ Луцки Кирило Терлецки и Володимир-Волински Ипатиј Потиј у име „свих Русина“ заклели су се на верност папи Клименту VIII . Већ 1595. године унијати су почели да заузимају православне цркве и манастире у Кијеву. Монаси Кијевско-пучерске лавре под вођством архимандрита Никифора Тура, уз помоћ Запорошких козака, одлучно су одбили унијате. Све остале цркве и манастири Кијева били су потчињени унијатима.
Године 1605.  Константин Острошки је покренуо обнову Кириловог манастира. Истовремено, манастир је променио своје освећење, а његови архимандрити су почели да носе титулу игумана Свете Тројице Кијевско-Кириливске, а главна црква је добила назив „Света Жива Тројица“.
У тешком времену за манастир, од 1650. до 1625. године, његов архимандрит је био Инокентије Гизел (Немац пореклом), истакнута украјинска црквена и политичка личност, научник-историчар, професор и ректор Кијевско-мохиљанског колеџа, кога су савременици с поштовањем називали „наш Аристотел“. Био је уредник „Кијево-печерског патерика” (1661) и састављач „Синопсиса” (1674), првог уџбеника из националне историје.

### Црква у 18. веку
Године 1734. избио је велики пожар у манастиру , током којег су изгореле не само црква, већ и дрвене братске ћелије и трпезарија. Радови на реконструкцији изведени су 1748–1760 под вођством украјинског архитекте И. Х. Грихоровича-Барског. По његовом пројекту, територија манастира је била ограђена зидовима од опеке са четири угаоне куле, изграђене су зидане братске ћелије, архимандритска зграда и трпезарија. У систем је укључена тростепена Благовештенска црква-звоник коју је изградио И. Х. Грихорович-Барски , који је композициони акценат завршио формирање јединственог ансамбла - бисера украјинског барока. Након реконструкције , древна Кирилова црква је добила и карактеристичне црте украјинског барока, у чију унутрашњост је постављен нови четворостепени иконостас, а зидове су осликали уметници Кијевско-печерске иконописне радионице под руководством  Олимпиа Халика.
Након што је манастира крајем лета 1784. године, посетила царица Катарина II током борвака у Кијеву на путу за освојени Крим, манастир јој се није допало. Наређено је да се манастир „укине” и Кирилова убожница за душевно болесне смести у његове зграде. То је значилокрах једне од најбољих барокних архитектонских целина у Кијеву. Ово је била прва фаза разарања манастира.

### Црква у 20. веку
Са доласком совјетске власти, све манастирске зграде су национализоване и предате Кијевском психонеуролошком диспанзеру (сада Кијевска градска клиничка психонеуролошка болница бр. 1  ИП Павлова), звоник је уништен. Потом је од стране истих власти црква Светог Кирила  1929. године проглашена споменик од историјског значаја,  који је касније постао део комплекса Софија Кијевска. Манастирска црква је затворена и касније претворена у музеј, након што је 1936. године донета одлука о распуштању монашких структура у СССР.
Педесетих година 20. века, током земљаних радова испод храма, откривен је подземни пролаз који води до бројних пећина за сахрањивање, који је 10 година касније, улаз у пећине био је посут камењем и напуњен бетоном. Ове принудне мере предузете су након што се једн од зидова цркве Светог Кирила порушио.  

## Архитектура
У античко доба храм је био једнокуполна, крстаста типична византијска сакрална грађевина, оријентисана од запада ка истоку, са тробродим, и закомарним преклопом, лучним појасевима, ивичњацима и двостепеним и тростепеним рамовима портала и попречним сводом. 
Под је од глазиране керамике, са сачуваним  значајним фрагментим античког фреско сликарства. 
Дебљина зидова, изграђених техником равнослојног зидања, је до 2 метра.
Припрата је отворена према главној просторији, одвојена је од ње широким луком. У дебљини северног зида припрате налази се успон на певницу. У јужној апсиди, у дебљини зида, налази се пролаз који се на висини од 4 метра завршава лучним отвором.
Након распада Кијевске Русије, храм је више пута поправљан и обнављан. Четири бочне куполе обновио је у 17. веку хетман Самојлович, Константин Острожски. 

### Реконструкција у 18. веку
После пожара 1734. године, храм је реконструисан у украјинском барокном стилу под руководством кијевског архитекте Григоровича-Барског. Реструктурирањем су углавном захваћени сводови, бочне куполе, дозидан је фронтон изнад улаза, а прозори и портали су украшени штукатуром.
Под надзором Григоровича-Барског у периоду од 1748. до 1760. године, у близини цркве су изграђене камене манастирске зграде . Од њих је сачуван део ограде са угаоном кулом, а звоник је срушен у совјетско време.

## Фрескодекорација
У 12. веку зидови храма су прекривени фрескама (до данас се одржало око 800 квадратних метара - петина оних поврђина које су некада постојали). Сликарство овог времена представљено је портретом игумена Инокентија Монастирског на пилону јужног брода цркве.
У 17. веку у техници темпере санирана су привремена оштећења зидних слика.  
У 18. веку , указом Катарине II , укинут је Свето-Кирилски манастир Свете Тројице. На простору манастирских просторија отворена је болница, а зидови цркве су изнутра у потпуности омалтерисани и окречени.
Шездесетих година 19.  века, током поправки, испод малтера је откривене су древне фреске. У периоду од 1880. до 1884. године, под руководством ликовног критичара А.В. Прахова, у храму су почели радови на уклањању древних фресака, а изгубљени фрагменти древног зидног сликарства ажурирани су техником уљаног сликарства. За извођење рестаураторских радова, професор Прахов је ангажовао око 30 ученика и наставника Кијевске школе цртања Миколе Мурашка, међу којима су сада класици украјинског сликарства: Иван Изхакевич, Иван Селезњев, Сергеј Костенко, Николај Пимоненко и други, као и 10 студената Царске академије уметности, међу којима је био и тада непознат Михаил Врубел. Врубел који  је радио у Кијеву од маја до новембра 1884. године насликао је:
- Архангела Гаврила из сцене Благовести,
- Улазак Христов у Јерусалим,
- Силазак Светог Духа (у певницама),
- Анђела са Лаварима,
- полулик Христа,
- главе пророка Мојсија и Соломона.

Такође за мермерни иконостас храма Врубел је насликао иконе:
- Свети Атанасије,
- Богородица са дететом,
- Исус Христос
- Свети Кирил.
- Уметник је ове иконе насликане уљем на поцинкованим плочама, сликао за време  свог путовања у Италију  од 1884. до 1885.  године.

## Тренутно стање
Тренутно, црква Светог Кирила није само музеј у оквиру Националног резервата Софија Кијевска, већ је од 1995. године и функционални храм Украјинске православне цркце Московске патријаршије.
Парохија је 14. јуна 2011. године претворена у Кирилски манастир.